# 罗兰·格里普
罗兰·格里普（瑞典語：Roland Grip，1941年1月1日—），瑞典男子足球运动员，司职后卫。他曾代表瑞典国家队参加1970年和1974年国际足联世界杯，其中1970年世界杯止步第一轮，1974年世界杯止步第二轮。